# The Leadstar
The Leadstar è il secondo album da solista del chitarrista dei Sonata Arctica, Elias Viljanen, pubblicato nel 2005 dall'etichetta discografica Lion Music.

## Tracce
1. Lord of the Strings – 1:24
2. High-Powered – 3:45
3. Touching the Sky – 4:28
4. Unity for Life – 3:09
5. Northern Breeze – 3:16
6. Fast & Furious – 4:31
7. Magic Seven – 3:27
8. Follow the Leadstar – 4:10
9. Driving Force – 4:07
10. Hello (cover di Lionel Richie) – 4:05
11. Evilized – 2:23
12. Home-Coming – 2:44

## Formazione
- Elias Viljanen - chitarre
- Rami Herckman - basso
- Tomi Ylönen - batteria
- Jari Koivisto - chitarre
- Jukka Talasmäki - chitarre

### Ospiti
- Lacu Lahtinen - batteria
- Jani Kemppinen - tastiere
- Jaan Wessman - basso
- Lars Eric Mattsson - chitarre
- Janne Juutinen - batteria
- John Kärppä - chitarre